# Eumonoicomyces californicus
Eumonoicomyces californicus är en svampart som beskrevs av Thaxt. 1901. Eumonoicomyces californicus ingår i släktet Eumonoicomyces och familjen Laboulbeniaceae.   Inga underarter finns listade i Catalogue of Life.